# Sdier
Sdier, obersorbisch Zdźěrⓘ, ist ein Ort im Osten des Landkreises Bautzen in Sachsen und gehört seit 1994 zur Gemeinde Großdubrau. Der Ort liegt in der Oberlausitz und zählt zum Siedlungsgebiet der Sorben.

## Geografie
Sdier befindet sich am Westhang des Spreetales bzw. am Osthang des Großdubrauer Rückens (maximal 203,3 m ü. NHN) etwa elf Kilometer nordöstlich von Bautzen. Nach Südwesten hin steigt das Gelände in Richtung Großdubrau bis auf 185,2 m ü. NHN am sogenannten Windmühlenberg an, während die Talaue der Spree gut zwanzig Meter tiefer als der Ort liegt. Auf der Erhebung befand sich bis Anfang des 20. Jahrhunderts eine Bockwindmühle.
Siedlungshistorisch ist Sdier ein lockeres Platzdorf, wobei sich der Siedlungskern westlich der heutigen B 156 befindet. Die Nachbarorte sind Särchen im Nordosten, Klix im Osten, Zschillichau im Süden und Brehmen im Westen.

## Geschichte

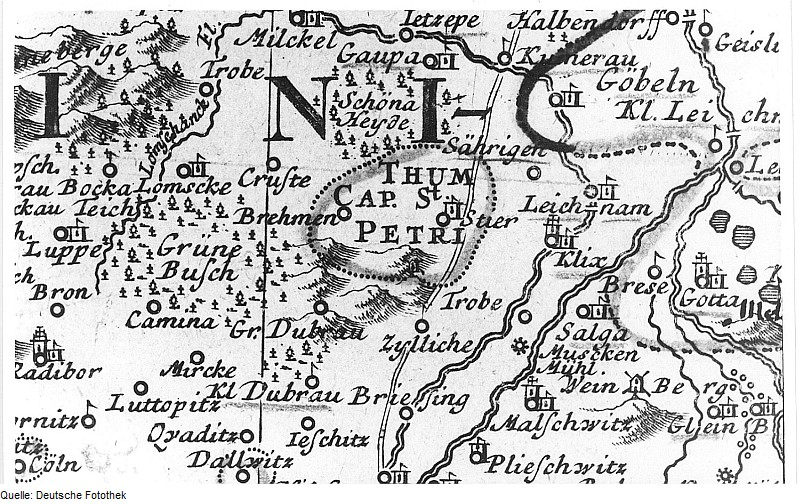
Sdier als Exklave des Bautzener Domkapitels (Karte von 1746)

Schon weit vor 1400 gab es in Sdier auf dem heutigen Flurstück Das Schloss eine Befestigungsanlage, die von Wassergräben umgeben war.
Der heutige Ort wurde erstmals um 1400 als Sitz eines Mathey von Dzyr erwähnt. Weitere verzeichnete Namensformen waren u. a. Sder (1413), Sdere (1447) und Zdir (1502). Der Ortsname bezieht sich vermutlich auf eine Brandrodung (altsorbisch žděr). Im Jahre 1413 ist erstmals das Sdierer Rittergut verzeichnet, welches bis 1595 die Grundherrschaft im Ort innehatte. Dann ging es zusammen mit den Orten Sdier und Brehmen in den Besitz des Domkapitels Bautzen über, was das Bestehen einer katholischen Diaspora in Sdier bis zum heutigen Tag erklärt.
Im Jahre 1479 kam es zum Konflikt mit den spreeabwärts gelegenen Rittergütern Kauppa und Milkel um die Nutzung des Spreewassers, welches von den Herren auf Sdier großzügig für die Bewässerung ihrer Böden eingesetzt wurde. Dadurch konnten flussabwärts die Mühlen nicht mehr ordnungsgemäß betrieben werden.
In den Jahren 1718/19 wurde das Herrenhaus als Sommerresidenz des Domkapitels auf Geheiß des Apostolischen Präfekten Martin Bernhard Just von Friedenfels neu errichtet, wobei man auch einen Gebetsraum einrichtete, der von nun an zweimal im Monat für die sorbisch-katholische Messe genutzt wurde. 1923 wurde Sdier schließlich Pfarrgemeinde und blieb es bis 2005.
Bis zum 1. Januar 1994 war Sdier eine eigenständige Landgemeinde, seit 1936 mit dem Ortsteil Zschillichau. Dann wurde es nach Großdubrau eingemeindet.

## Bevölkerung und Sprache

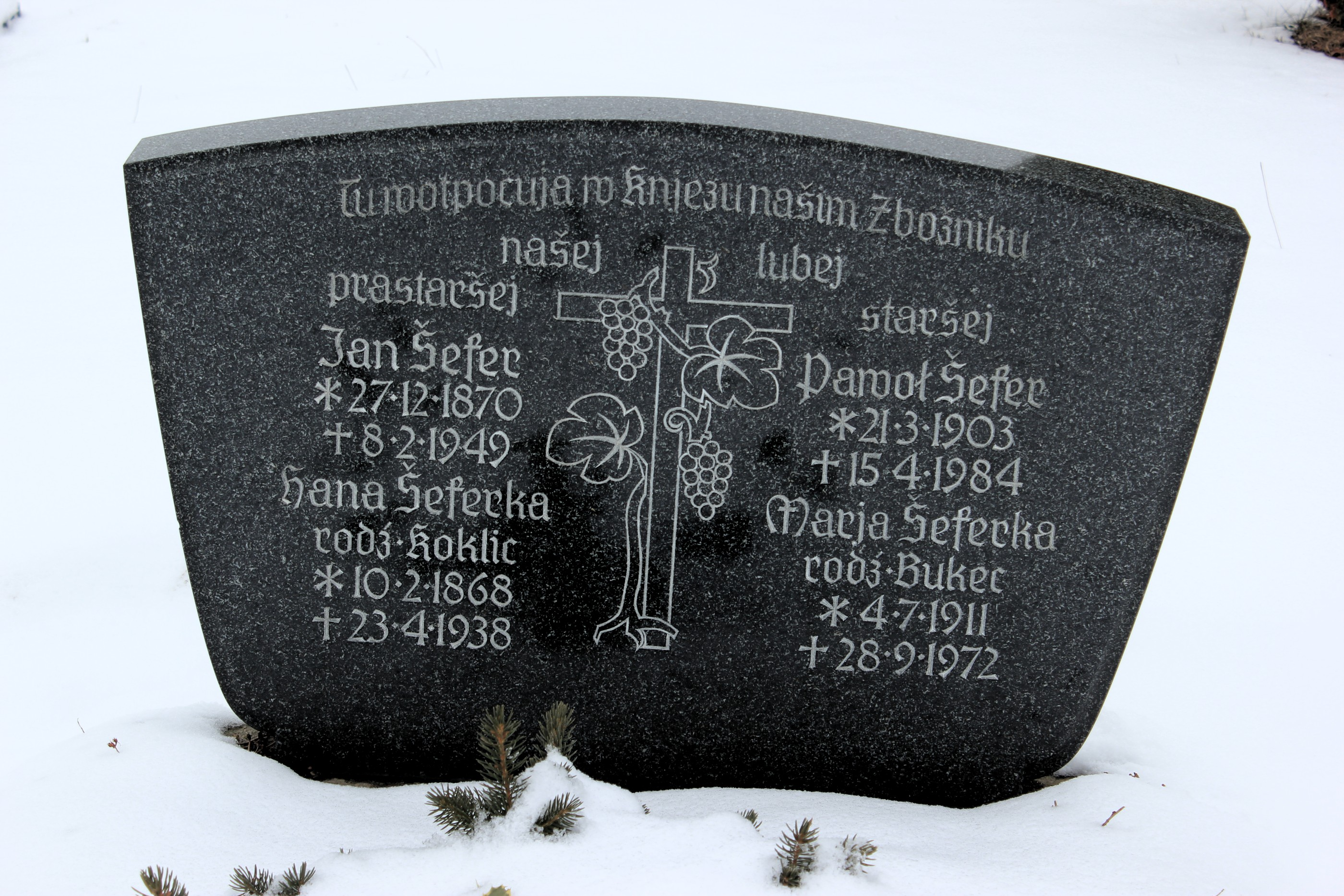
Sorbischer Grabstein auf dem Friedhof in Sdier

Die Bevölkerungszahl lag im 19. und frühen 20. Jahrhundert stabil bei etwa 200 Einwohnern.
Für seine Statistik über die sorbische Bevölkerung in der Oberlausitz ermittelte Arnošt Muka in den achtziger Jahren des 19. Jahrhunderts eine Bevölkerungszahl von 244; darunter 241 Sorben (99 %). Ernst Tschernik zählte in der Gemeinde Commerau 1956 noch 64 % Sorben. Seitdem ist der Gebrauch des Sorbischen im Ort weiter zurückgegangen.
Die Einwohnerschaft von Sdier ist traditionell konfessionell gemischt. Katholischerseits war Sdier von 1923 bis 2005 Pfarrort der Pfarrgemeinde „Mariä Unbefleckte Empfängnis“ (sorb. Swjata Marija bjezhrěšneho podjeća), die sich auf Sdier, Brehmen und die Katholiken des überwiegend evangelischen östlichen Landkreises Bautzen erstreckte. Die heutige Kirche wurde 1965–68 erbaut und ist seit 2005 Filialkirche der Kirchgemeinde Maria Rosenkranzkönigin in Radibor. Die evangelischen Sdierer sind seit dem 16. Jahrhundert nach Klix gepfarrt.

## Wirtschaft und Infrastruktur
Durch Sdier verläuft die Bundesstraße 156, welche Bautzen mit Weißwasser verbindet. Nach der Eröffnung der Bahnstrecke Löbau–Radibor im Jahre 1906 verfügte Sdier über einen eigenen Bahnhof am südlichen Ortsausgang, der jedoch nach dem benachbarten Kirchort Klix benannt war. Der Personenverkehr wurde jedoch 1972 eingestellt; die Strecke schließlich 1998 stillgelegt und 2004 demontiert.
Zwischen Sdier und Särchen befindet sich der Flugplatz Klix.
Südlich von Sdier und westlich von Klix befinden sich die Betriebsgelände der Agrargenossenschaft Heidefarm Sdier e.G. und der Edelfleisch GmbH sowie unweit davon das Gelände der Klixer Recycling und Service GmbH.

### Wasserwerk
Das Sdierer Wasserwerk entstand 1965 nördlich des eigentlichen Ortes und dient der Nutzung der reichen Grundwasservorräte. Aus 30 Metern Tiefe wird hier mithilfe von 14 Brunnen das Trinkwasser für die Altkreise Bautzen und Löbau sowie einige weitere Gemeinden gewonnen. Insgesamt beträgt die Leistung 55.000 m³ Trinkwasser pro Tag.